# Konstanta jemné struktury

Symbolem této konstanty je malé řecké písmeno

Konstanta jemné struktury (Sommerfeldova konstanta), obvykle značená řeckým {\displaystyle \alpha }, je základní fyzikální konstanta, která charakterizuje sílu elektromagnetické interakce. V kvantové elektrodynamice hraje roli vazbové konstanty. Konstanta jemné struktury je bezrozměrná veličina, takže její číselná hodnota nezávisí na volbě jednotek. Fyzika ani po více než 90 letech nemá pro hodnotu této konstanty teoretické vysvětlení, je nutné ji změřit. Je tak jedním z 25 parametrů, které se dosazují do standardního modelu bez hlubšího vysvětlení jako vstupní informace.
Definiční vztah a hodnota (CODATA 2022) konstanty jemné struktury je:
{\displaystyle \alpha ={e^{2} \over 4\pi \varepsilon _{0}\hbar c}=0{,}007\,297\,352\,5643(11)={1 \over 137{,}035\,999\,177(21)}\,,}
kde {\displaystyle e} je elementární náboj, {\displaystyle \hbar } je redukovaná Planckova konstanta, {\displaystyle c} je rychlost světla ve vakuu a {\displaystyle \varepsilon _{0}} je permitivita vakua. Čísla v závorkách označují nepřesnost na posledních dvou desetinných místech.

## Historie
Konstantu jemné struktury zavedl Arnold Sommerfeld v roce 1916 jako míru relativistické odchylky spektrálních čar od Bohrova modelu atomu. Název konstanty odkazuje na její roli ve vztazích pro rozštěpení spektrálních čar (tzv. jemná struktura), které je způsobeno relativistickými jevy a tzv. spinorbitální interakcí.

## Souvislosti
V původní interpretaci podle Sommerfelda šlo o poměr rychlosti elektronu na první orbitě Bohrova modelu k rychlosti světla ve vakuu:
{\displaystyle \alpha ={v_{1} \over c}}
Konstantu jemné struktury lze chápat jako kvadrát poměru elementárního náboje k Planckovu náboji:
{\displaystyle \alpha =\left({e \over q_{\mathrm {p} }}\right)^{2}}
V Planckových jednotkách je {\displaystyle q_{\mathrm {p} }=1}, takže konstanta jemné struktury je číselně rovna druhé mocnině náboje protonu.
{\displaystyle \alpha =\left\{e\right\}_{\mathrm {p} }^{2}}
Konstanta jemné struktury souvisí také s Coulombovou konstantou {\displaystyle k_{\mathrm {C} }}, která vystupuje v Coulombově zákoně:
{\displaystyle \alpha ={k_{\mathrm {C} }e^{2} \over \hbar c}}
V elektrostatických jednotkách cgs je číselná hodnota elementárního náboje volena tak, aby číselná hodnota konstanty {\displaystyle k_{\mathrm {C} }} byla rovna 1, takže:
{\displaystyle \alpha =\left\{{e^{2} \over \hbar c}\right\}_{\mathrm {cgs} }}.
Protože se jedná o bezrozměrnou veličinu, číselná hodnota konstanty jemné struktury se ovšem žádnou volbou jednotek nezmění.

## Měření

Dva příklady Feynmanových diagramů 8. řádu, které reprezentují pohyb elektronu

Definiční vztah skládá {\displaystyle \alpha } z různých konstant, které mohou být nezávisle změřeny. Kromě toho ale kvantová elektrodynamika (QED) dává možnost měřit {\displaystyle \alpha } přímo pomocí kvantového Hallova jevu anebo anomálního magnetického momentu elektronu.
QED předpovídá vztah mezi bezrozměrným magnetickým momentem elektronu {\displaystyle g} a konstantou jemné struktury {\displaystyle \alpha }. Nová měření {\displaystyle g} pomocí jednoelektronového kvantového cyklotronu kombinované s výpočtem 891 Feynmanových diagramů se čtyřmi smyčkami dávají dosud nejpřesnější hodnotu {\displaystyle \alpha }.
Nepřesnost takových měření je zhruba desetkrát menší než u konkurenčních metod. Porovnání vypočítaných a naměřených hodnot {\displaystyle g} vystavuje kvantovou elektrodynamiku tvrdému testování a důsledkem shody je omezení možnosti pro hypotetickou vnitřní strukturu elektronu.

## Časové změny
Fyzikové se často zabývají otázkou, zda se konstanta jemné struktury nemohla během vývoje vesmíru měnit. Měření jsou vždy založena na porovnání současné hodnoty {\displaystyle \alpha } s pozorováním vzdáleného vesmíru, který vidíme, jak vypadal před dlouhou dobou. Dosud žádná opakovaná měření spolehlivě neprokázala jakoukoliv změnu v hodnotě této konstanty včetně posledních měření dalekohledem Very Large Telescope v roce 2004. Podle tohoto měření nemůže být relativní změna větší než 6.10−7. To je v rozporu se závěry měření z roku 1999, které prováděl tým vedený Johnem K. Webbem, při němž byla zjištěna větší odchylka.[zdroj?] Stále probíhá diskuse o možných systematických chybách a snaha o pořízení spolehlivějších dat.
V roce 2007 navrhli Benjamin Wandelt a Rishi Khatri z Univerzity v Illinois experiment s rozsáhlým polem antén, který by se mohl uskutečnit v Novém Mexiku po dostavění rádiové sítě LWA. Poprvé v historii by měla být proměřena čára 21 cm ve spektru reliktního záření. Z takového měření lze určit hodnotu {\displaystyle \alpha } v době tzv. temného věku vesmíru (380 tisíc až 400 milionů let po velkém třesku), protože už tehdy existoval atomární vodík, který pohlcoval reliktní fotony na této vlnové délce. Problémem může být, že atomárního vodíku je ve vesmíru dost i dnes, takže bude obtížné odlišit tehdejší absorpci od novější. Pokud se ale konstanta jemné struktury změnila, mělo by to být patrné.

## Antropické vysvětlení
Jedno z vysvětlení hodnoty této konstanty je založeno na antropickém principu. Jeho propagátor John D. Barrow tvrdí, že kdyby hodnota byla jiná, nebyli by žádní živí pozorovatelé, aby o tom mohli polemizovat. Například změna o pouhá 4 % by způsobila, že při jaderné fúzi ve hvězdách by se nevytvořil žádný uhlík. Kdyby bylo {\displaystyle \alpha >0{,}1}, nedošlo by k fúzi vůbec, protože gravitace by nepřekonala elektrostatické odpuzování atomových jader.

## Pokusy o vyčíslení
Mnoho lidí se pokoušelo a dodnes pokouší zapsat hodnotu {\displaystyle \alpha } jako kombinaci čistě matematických konstant (např. Ludolfovo číslo, Eulerovo číslo) a operací (např. podíl, sinus, určitý integrál). V pozadí těchto snah je víra, že by měla existovat fyzikální teorie, která bez ohledu na měření dokáže hodnoty konstant logicky vysvětlit a poskytnout matematicky jednoduché vztahy. Takových kombinací je však překvapivě mnoho a pro žádnou dodnes není znám seriózní teoretický podklad, proč by měla být správná.
Nejznámější z těchto pokusů o logické vysvětlení předváděl Arthur Eddington, který dokazoval, proč převrácená hodnota {\displaystyle \alpha } musí být celé číslo a proč právě 136, což byla tehdy udávaná hodnota. Pozdější přesnější měření se přiblížila k hodnotě 137, na což Eddington reagoval opravou důkazu. Ještě později však měření prokázala, že hodnota vůbec není celočíselná.

## Feynmanův citát
Jeden z nejznámějších fyziků všech dob Richard P. Feynman označil konstantu jemné struktury za největší prokletou záhadu moderní fyziky:
„Magické číslo, ke kterému jsme došli a kterému nerozumíme. Můžeme říci, že ho napsala „Boží ruka“ a že „nevíme, jak vedl svou tužku“. Víme, jaké experimentální tanečky musíme absolvovat, abychom to číslo s velkou přesností naměřili, ale nevíme, k jakému tanci přinutit své počítače, aby toto číslo vyplivly, aniž bychom ho nějak nepozorovaně sami do výpočtu vložili!“